# (3214) Makarenko
(3214) Makarenko (1978 TZ6) – planetoida z pasa głównego asteroid okrążająca Słońce w ciągu 5,23 lat w średniej odległości 3,01 au. Odkryta 2 października 1978 roku.